# Mościce (województwo lubuskie)
Mościce (niem. Blumberg) – wieś w Polsce położona w województwie lubuskim, w powiecie gorzowskim, w gminie Witnica.
Wieś leży na historycznej ziemi lubuskiej. Na pocz. XV w. została odnotowana jako przynależna administracyjnie do dekanatu kostrzyńskiego diecezji lubuskiej.
W latach 1975–1998 miejscowość administracyjnie należała do województwa gorzowskiego.
Obecną nazwę wsi zatwierdzono administracyjnie 12 listopada 1946.

## Zabytki

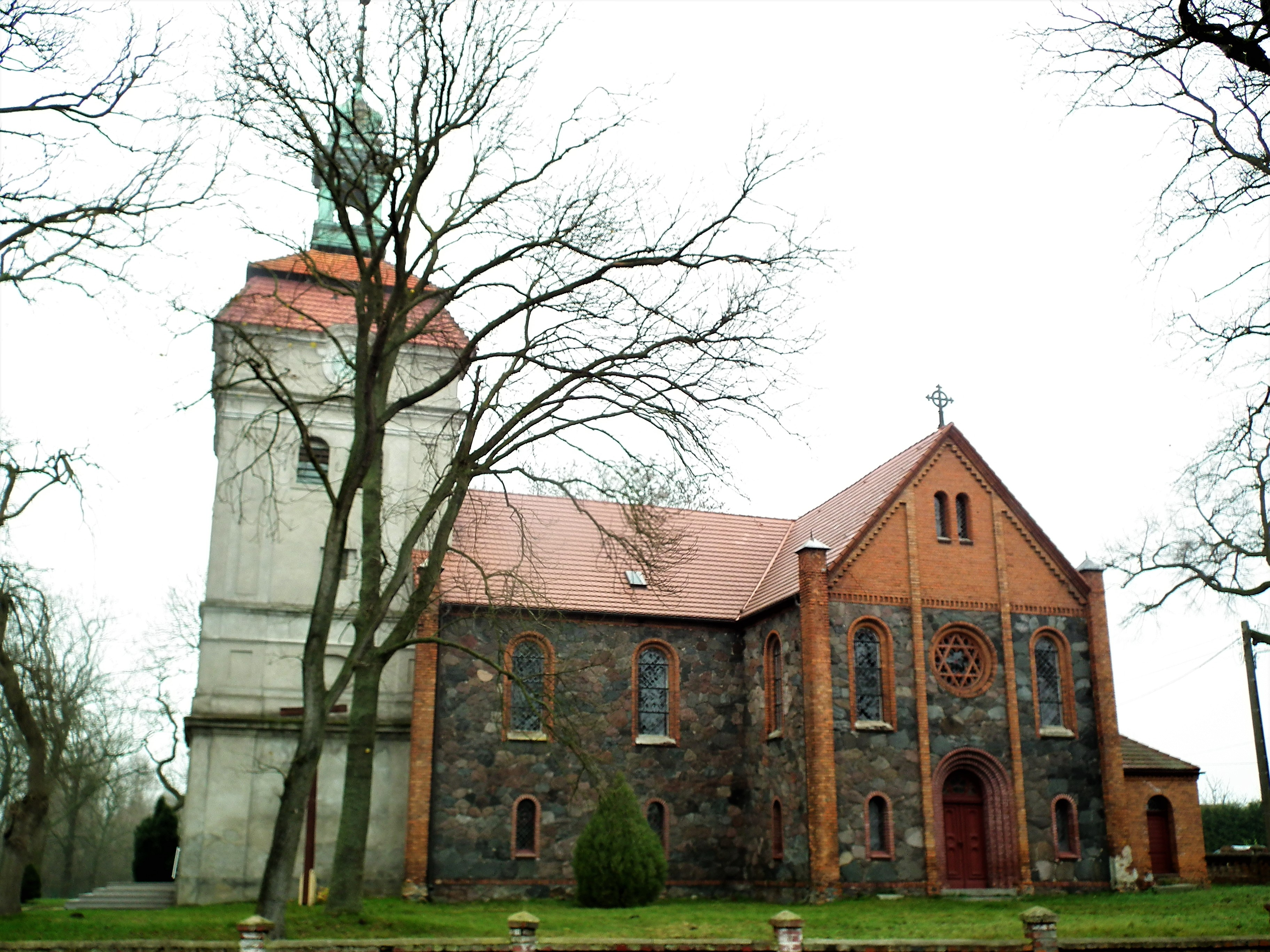
Kościół św. Wojciecha Biskupa

Do wojewódzkiego rejestru zabytków wpisane są:
- kościół filialny pw. św. Wojciecha, z lat 1867-68, wieża z 1737 roku
- cmentarz kościelny
- ogrodzenie, murowane z reliktem pomnika poległych w I wojnie światowej.